# Os-Marsillon
Os-Marsillon is een gemeente in het Franse departement Pyrénées-Atlantiques (regio Nouvelle-Aquitaine) en telt 461 inwoners (2004). De plaats maakt deel uit van het arrondissement Pau.

## Geografie
De oppervlakte van Os-Marsillon bedraagt 5,4 km², de bevolkingsdichtheid is 85,4 inwoners per km².
De onderstaande kaart toont de ligging van Os-Marsillon met de belangrijkste infrastructuur en aangrenzende gemeenten.

## Demografie
Onderstaande figuur toont het verloop van het inwonertal (bron: INSEE-tellingen).